# John L. Gardner
John Lane Gardner (Boston, 1º agosto 1793 – Wilmington, 18 febbraio 1869) è stato un generale statunitense.

## Biografia
Non molto è noto della vita di Gardner prima della guerra civile americana. Ufficiale di lungo corso, aveva combattuto nell'esercito statunitense sin dalla guerra del 1812, attraversando tutti i principali conflitti americani della prima metà del XIX secolo.
Raggiunto il grado di colonnello per il suo servizio decennale, nel 1858 ricevette il comando dell'importante presidio di Charleston e del suo imponente sistema difensivo. La situazione interna degli Stati Uniti stava però ormai precipitando irreversibilmente verso la guerra civile, così alla fine del 1860 Gardner, anziano e timoroso di mettere in pericolo la propria famiglia che viveva con lui a Charleston, chiese di essere sostituito e quindi mandato in pensionamento. Venne sostituito da Robert Anderson, che poco dopo, rifiutando di cedere Fort Sumter al controllo sudista, avrebbe fatto scoppiare la guerra di secessione.
Nonostante si fosse formalmente ritirato continuò a servire nell'esercito unionista con compiti di reclutamento e addestramento, ricevendo per questo il brevetto di brigadier generale, col quale venne infine congedato nel 1865. Morì quattro anni più tardi, senza aver mai prestato servizio attivo durante la guerra civile.